# Smolotelky
Smolotelky (německy Smolotell) jsou osada, součást obce Smolotely v okrese Příbram. Zabírají východní část Smolotel, nacházejí se asi 14 km jihovýchodně od Příbrami.
Ve Smolotelkách je registrováno 38 čísel popisných. Východně od Smolotelek se nacházejí kopce Chlumek (486 m n. m.) a Calta (480 m n. m.). Přímo ve Smolotelkách se nachází zvonice a pět drobných rybníčků. 